# Jüdischer Friedhof (Staryj Sambir)
Koordinaten: 49° 25′ 36,2″ N, 22° 59′ 36″ O

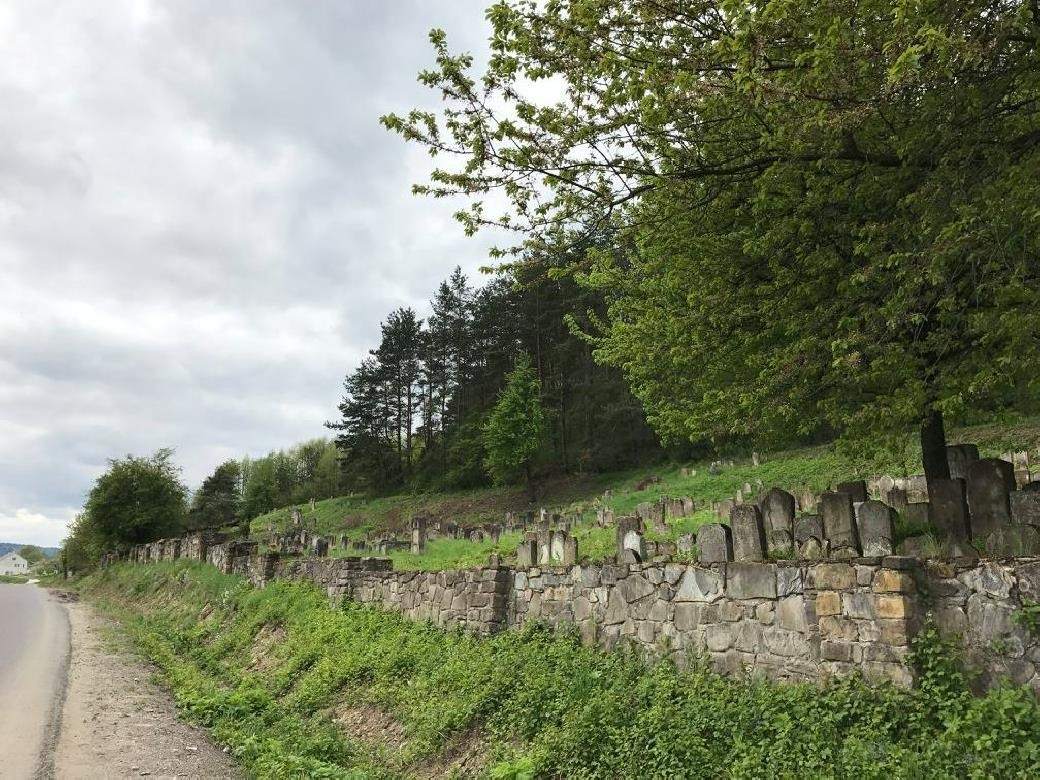
Jüdischer Friedhof Staryj Sambir (2017)

Der Jüdische Friedhof Staryj Sambir liegt in Staryj Sambir, einer Stadt in der Oblast Lwiw in der Westukraine.
Auf dem jüdischen Friedhof westlich der H-13 und des Dnister sind zahlreiche Grabsteine erhalten.